# 訃報 2002年3月
訃報 2002年3月（ふほう 2002ねん3がつ）では、2002年（平成14年）3月中に物故した、又は物故が報じられた人物についてまとめる。

## （1日 - 15日）

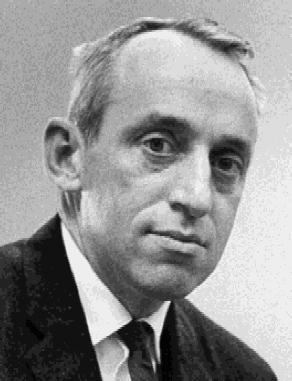
ジェームズ・トービン／3月11日没

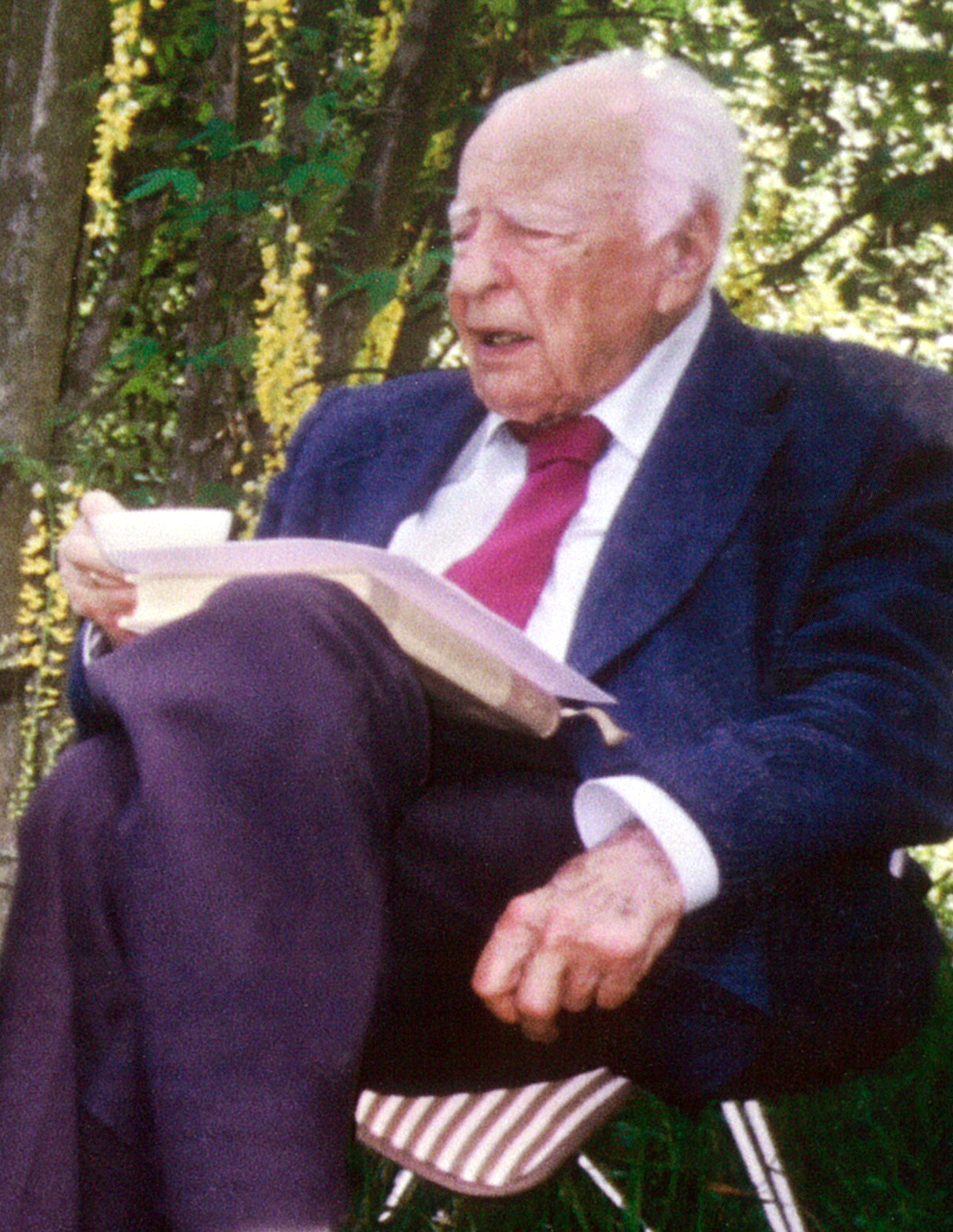
ハンス・ゲオルク・ガダマー／3月13日没

- 3月1日 - 池田俊彦、陸軍軍人（* 1914年）
- 3月1日 - 小島清文、反戦運動家（* 1919年）
- 3月2日 - 若林俊輔、英語教育学者（* 1931年）
- 3月3日 - 春名和雄、実業家（* 1919年）
- 3月4日 - 半村良、小説家（* 1933年）
- 3月8日 - はせさん治、声優（* 1936年）
- 3月8日 - ジャスティン・アホマデグベ、政治家（* 1917年）
- 3月9日 - メアリー・エルムズ、援助活動家（* 1908年）
- 3月10日 - 中林貞男、社会運動家（* 1907年）
- 3月10日 - 牧角三郎、法医学者（* 1921年）
- 3月11日 - ジェームズ・トービン、経済学者（* 1918年）
- 3月11日 - 古山高麗雄、小説家（* 1920年）
- 3月11日 - 佐川清、実業家、佐川急便の創業者（* 1922年）
- 3月11日 - 卜部亮吾、官僚（* 1924年）
- 3月11日 - マリオン・G・デーンホフ、著作家（* 1909年）
- 3月13日 - ハンス・ゲオルク・ガダマー、哲学者（* 1900年）
- 3月14日 - カール・グラッツ、軍人（* 1919年）
- 3月15日 - パット・ウィーバー、NBCの社長（* 1908年）

## （16日 - 31日）

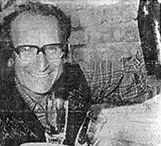
セーサル・ミルスタイン／3月24日没

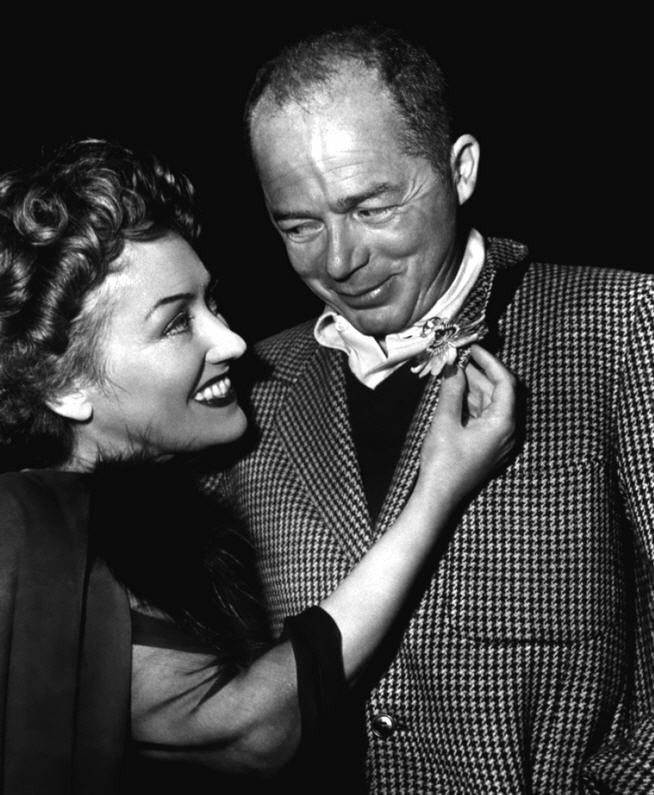
ビリー・ワイルダー（右）／3月27日没

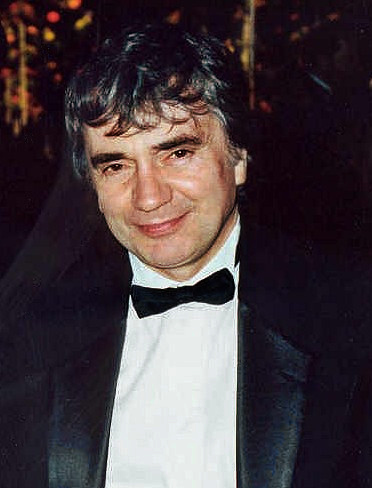
ダドリー・ムーア／3月27日没

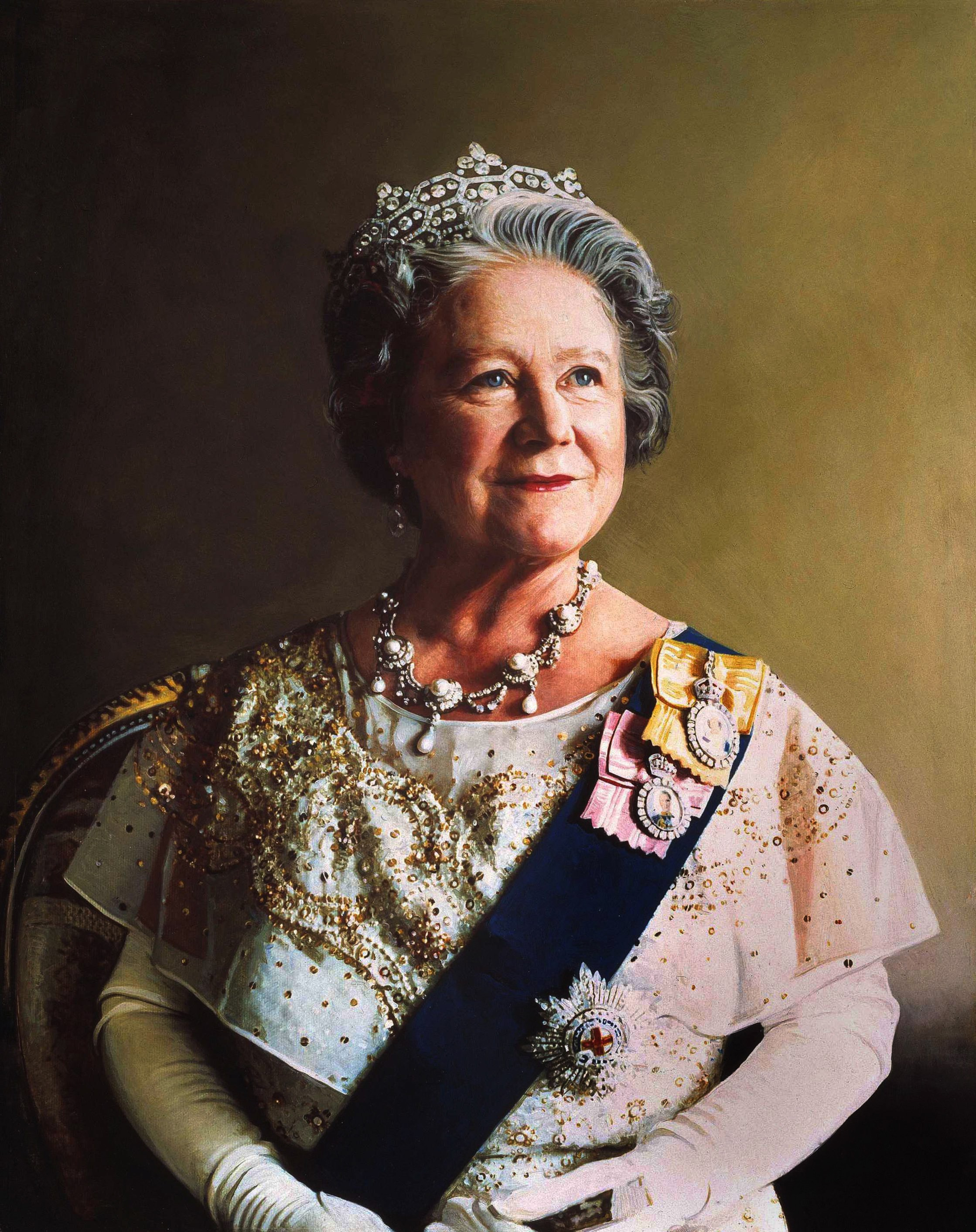
エリザベス王太后／3月30日没

- 3月16日 - 永井秀明、俳優（* 1921年）
- 3月16日 - 足立原茂徳、政治家（* 1921年）
- 3月17日 - ヴァン・ティエン・ズン、軍人・政治家（* 1917年）
- 3月17日 - 加藤寛嗣、第14代四日市市長（* 1920年）
- 3月17日 - 後藤陽一、歴史学者（* 1913年）
- 3月17日 - 末永勝介、編集者・ノンフィクション作家（* 1923年）
- 3月17日 - 寺田治郎、裁判官・第10代最高裁判所長官（* 1915年）
- 3月17日 - ポール・ラニアン、プロゴルファー（* 1908年）
- 3月17日 - ルイーゼ・リンザー、作家（* 1911年）
- 3月18日 - モード・ファリス＝ルーズ、長寿世界一の人物（* 1887年）
- 3月18日 - 坂口幸雄、実業家（* 1901年）
- 3月18日 - R・A・ラファティ、SF作家（* 1914年）
- 3月19日 - 千野栄一、言語学者（* 1932年）
- 3月19日 - 松尾金蔵、官僚（* 1912年）
- 3月20日 - 桜緋紗子、女優（* 1914年）
- 2月20日 - 鈴木英寿、経営学者（* 1924年）
- 3月21日 - 北村四郎、植物学者（* 1906年）
- 3月21日 - トマス・フラナガン、小説家・文学研究者（* 1923年）
- 3月21日 - 阿波根昌鴻、平和運動家（* 1901年）
- 3月22日 - ルドルフ・バウムガルトナー、指揮者・ヴァイオリニスト（* 1917年）
- 3月22日 - マルセル・アンセンヌ、陸上競技選手（* 1917年）
- 3月22日 - 奥田靖雄、言語学者（* 1919年）
- 3月22日 - 瀬川良雄、囲碁棋士（* 1913年）
- 3月22日 - 牧田茂、民俗学者（* 1916年）
- 3月23日 - マルセル・キント、自転車競技選手（* 1914年）
- 3月23日 - 染谷茂、言語学者（* 1913年）
- 3月23日 - アイリーン・ファーレル、ソプラノ歌手（* 1920年）
- 3月24日 - ドロシー・ディレイ、ヴァイオリニスト（* 1917年）
- 3月24日 - セーサル・ミルスタイン、生化学者（* 1927年）
- 3月24日 - 松前健、宗教学者・神話学者（* 1922年）
- 3月24日 - イーレク・ムラ、建築家（* 1909年）
- 3月25日 - 市川久夫、劇映画・テレビドラマのプロデューサー（* 1914年）
- 3月25日 - 高村新一、英文学者（* 1914年）
- 3月25日 - 逸見武光、精神科医（* 1925年）
- 3月27日 - ビリー・ワイルダー、映画監督（* 1906年）
- 3月27日 - ダドリー・ムーア、俳優（* 1935年）
- 3月27日 - 葛野辰次郎、アイヌ語・アイヌ文化の伝承者（* 1910年）
- 3月27日 - ミルトン・バール、俳優（* 1908年）
- 3月28日 - アルバート・ホィットフォード、天文学者（* 1905年）
- 3月30日 - エリザベス王太后、ジョージ6世英国王の妃・エリザベス2世の母（* 1900年）
- 3月30日 - 大久保洋、フランス文学者（* 1908年）
- 3月31日 - 平川彰、仏教学者（* 1915年）